# Флорист (фильм)
«Флорист» (англ. The Florist) — будущий художественный фильм режиссёра Ника Сэндоу по сценарию Джойс Барток. Главную роль в фильме исполнит Карла Гуджино.

## Сюжет
Сюжет фильма расскажет о борьбе Ли с биполярным расстройством в 1960-х годах, когда она готовится возглавить бродвейскую постановку чеховской пьесы «Иванов» Джона Гилгуда. Ли столкнётся с Джозефом Пенном — ветераном Второй мировой войны и флористом из «синих воротничков», который встречается с Ли во время доставки. В это же время звезда посещает местную психиатрическую клинику для прохождения курса электрошоковой терапии.

## В ролях
- Карла Гуджино — Вивьен Ли

## Производство
О начале работы над фильмом стало известно в апреле 2024 года. Главную роль получила Карла Гуджино. Сценарист Джойс Барток написала сценарий на основе коробки с любовными письмами. Съёмки фильма начнутся в конце лета в Филадельфии.